# Делтон (Мичиген)
Делтон (енгл. Delton) насељено је место без административног статуса у америчкој савезној држави Мичиген.

## Демографија
По попису из 2010. године број становника је 872.
| Група             | 2000.    | 2010.       |
| Белци             | 0 (0,0%) | 818 (93,8%) |
| Афроамериканци    | 0 (0,0%) | 9 (1,0%)    |
| Азијати           | 0 (0,0%) | 5 (0,6%)    |
| Хиспаноамериканци | 0 (0,0%) | 14 (1,6%)   |
| Укупно            | 0        | 872         |